# Dziwnów (gromada)
Dziwnów – dawna gromada, czyli najmniejsza jednostka podziału terytorialnego Polskiej Rzeczypospolitej Ludowej w latach 1954–1972.
Gromady, z gromadzkimi radami narodowymi (GRN) jako organami władzy najniższego stopnia na wsi, funkcjonowały od reformy reorganizującej administrację wiejską przeprowadzonej jesienią 1954 do momentu ich zniesienia z dniem 1 stycznia 1973, tym samym wypierając organizację gminną w latach 1954–1972.
Gromadę Dziwnów z siedzibą GRN w Dziwnowie (wówczas wsi) utworzono – jako jedną z 8759 gromad na obszarze Polski – w powiecie kamieńskim w woj. szczecińskim na mocy uchwały nr V/45/54 WRN w Szczecinie z dnia 5 października 1954. W skład jednostki wszedł obszar dotychczasowej gromady Dziwnów ze zniesionej gminy Dziwnów w tymże powiecie. Dla gromady ustalono 10 członków gromadzkiej rady narodowej.
1 stycznia 1958 gromadę Dziwnów zniesiono w związku z nadaniem jej statusu osiedla.
1 stycznia 1973, w związku z kolejną reformą gminną, Dziwnów utracił status osiedla, stając się siedzibą utworzonej w powiecie kamieńskim gminy Dziwnów, obejmującej sołectwa Dziwnów (Dziwnów, Dziwnów Dolny, Dziwnów Górny, Dziwnówek, Wapno), Łukęcin (Łukęcin) i Międzywodzie (Międzywodzie, Dziwna) Dawna gmina Dziwnów (1947-1954) obejmowała tylko sam Dziwnów.